# Onthophagus bergeri
Onthophagus bergeri är en skalbaggsart som beskrevs av Frey 1975. Onthophagus bergeri ingår i släktet Onthophagus och familjen bladhorningar. Inga underarter finns listade i Catalogue of Life.